# Куклин, Димитрие
Димитрие Куклин (рум. Dimitrie Cuclin, 5 апреля 1885, Галац — 7 февраля 1978, Бухарест) — румынский композитор и музыкальный педагог, лауреат Государственной премии Румынии за 13-ю симфонию (1955).

## Биография
Димитрие Куклин родился 5 апреля (по старому календарю — 24 марта) 1885 года. Учился в Бухарестской консерватории в 1903—07 годах у Д. Кириака-Джорджеску и А. Кастальди. Совершенствовался в Парижской консерватории в 1907 году у Ш. М. Видора. Также учился в «Схола канторум» (1908—14) по классу композиции у В. д’Энди и О. Серье.
Преподавал в Бухарестской консерватории (1918—22 и 1930—48) и в Бруклинской консерватории в Нью-Йорке (1924—30). Является одним из ведущих симфонистов Румынии. Написал ряд музыковедческих статей. Скончался 7 февраля 1978 года.

## Сочинения
Оперы:
- «Сориа» (1911)
- «Траян и Докия» (1921)
- «Агамемнон» (1922)
- «Баллерофонт» (1925)

Сочинения для оркестра:
- 20 симфоний
- Скерцо (1912)
- 4 сюиты
- Рапсодия
- Концерт для фортепиано с оркестром
- Концерт для скрипки с оркестром
- Концерт для кларнета с оркестром

и др.